# EOSC
 (février 2024).
La mise en forme du texte ne suit pas les recommandations de Wikipédia : il faut le « wikifier ».
Les points d'amélioration suivants sont les cas les plus fréquents. Le détail des points à revoir est peut-être précisé sur la page de discussion.
- Les titres sont pré-formatés par le logiciel. Ils ne sont ni en capitales, ni en gras.
- Le texte ne doit pas être écrit en capitales (les noms de famille non plus), ni en gras, ni en italique, ni en « petit »…
- Le gras n'est utilisé que pour surligner le titre de l'article dans l'introduction, une seule fois.
- L'italique est rarement utilisé : mots en langue étrangère, titres d'œuvres, noms de bateaux, etc.
- Les citations ne sont pas en italique mais en corps de texte normal. Elles sont entourées par des guillemets français : « et ».
- Les listes à puces sont à éviter, des paragraphes rédigés étant largement préférés. Les tableaux sont à réserver à la présentation de données structurées (résultats, etc.).
- Les appels de note de bas de page (petits chiffres en exposant, introduits par l'outil «  Source ») sont à placer entre la fin de phrase et le point final[comme ça].
- Les liens internes (vers d'autres articles de Wikipédia) sont à choisir avec parcimonie. Créez des liens vers des articles approfondissant le sujet. Les termes génériques sans rapport avec le sujet sont à éviter, ainsi que les répétitions de liens vers un même terme.
- Les liens externes sont à placer uniquement dans une section « Liens externes », à la fin de l'article. Ces liens sont à choisir avec parcimonie suivant les règles définies. Si un lien sert de source à l'article, son insertion dans le texte est à faire par les notes de bas de page.
- La présentation des références doit suivre les conventions bibliographiques. Il est recommandé d'utiliser les modèles {{Ouvrage}}, {{Chapitre}}, {{Article}}, {{Lien web}} et/ou {{Bibliographie}}. Le mode d'édition visuel peut mettre en forme automatiquement les références.
- Insérer une infobox (cadre d'informations à droite) n'est pas obligatoire pour parachever la mise en page.

Pour une aide détaillée, merci de consulter Aide:Wikification.
Si vous pensez que ces points ont été résolus, vous pouvez retirer ce bandeau et améliorer la mise en forme d'un autre article.
L'initiative European Open Science Cloud (EOSC) de la Commission européenne  vise à développer un dispositif fournissant à ses utilisateurs des services de cloud computing pour les pratiques de science ouverte. Le dispositif, en cours de construction, regroupe les services fournis par plusieurs initiatives, selon une approche dite de « système de systèmes ».
L'initiative a débuté en 2015 pour rendre un service opérationnel vers 2020. Un comité de recherche de l'Union européenne a approuvé en mai 2018 un plan pour le développement du cloud. EOSC a été officiellement lancé en novembre 2018, commençant à fournir un accès aux services via le portail EOSC puis dans le EO EU Node, plateforme de services offrant des possibilités de stockage en ligne, de machines virtuelles et de Notebooks (via Jupyter) notamment.
Les réunions publiques sur le projet ont souligné les attentes pour l'ouverture de la science,.

## Gouvernance d'EOSC
Le développement d'EOSC est régi par trois organes, tels que définis par la feuille de route de mise en œuvre du document de travail des services de la Commission européenne pour le nuage européen des sciences. Le Bureau exécutif est chargé d'assurer la mise en œuvre et de porter la responsabilité. Le Conseil de gouvernance, un groupe institutionnel réunissant des représentants des États membres, des pays associés et de la Commission, assure une supervision efficace de la mise en œuvre d'EOSC. Enfin, le Forum des parties prenantes est la communauté d'organisations, de projets et d'initiatives qui contribue et participent activement à EOSC. 

## Projets financés par la Commission européenne contribuant au développement d'EOSC
EOSC est construit en tirant parti des efforts et des services développés et exploités par plusieurs services existants. De plus, la Commission européenne a spécifiquement financé plusieurs projets contribuant au développement de l'EOSC, notamment:
- projets démarrés en 2017 
  - EOSCpilot - Projet pilote européen de nuage scientifique ouvert pour la recherche (janvier 2017 - mai 2019)
- projets démarrés en 2018 
  - EOSC-hub - Intégration et gestion des services pour le cloud européen des sciences ouvertes (janvier 2018 - décembre 2020)
  - OpenAIRE-Advance - OpenAIRE Advancing Open Scholarship (janvier 2018 - décembre 2020)
- projets démarrés en 2019 
  - EOSC-Nordic (septembre 2019 - août 2022)
  - EOSC-Pillar - Coordination et harmonisation des initiatives nationales, des infrastructures et des services de données en Europe centrale et occidentale (juillet 2019 - juin 2022)
  - EOSC-synergy - European Open Science Cloud - Expanding Capacities by building Capabilities (septembre 2019 - février 2022)
  - EOSCsecretariat.eu (janvier 2019 - juin 2021)
  - ExPaNDS - EOSC Photon and Neutron Data Services (septembre 2019 - août 2022)
  - FAIRsFAIR - Promouvoir les pratiques de données FAIR en Europe (mars 2019 - février 2022)
  - NI4OS-Europe - Initiatives nationales pour la science ouverte en Europe (septembre 2019 - août 2022)